# Jamhaur
Jamhaur (o Jamhore) è una città dell'India di 8.575 abitanti, situata nel distretto di Aurangabad, nello stato federato del Bihar. In base al numero di abitanti la città rientra nella classe V (da 5.000 a 9.999 persone).

## Geografia fisica
La città è situata a 24° 50' 49 N e 84° 19' 16 E.

## Società

### Evoluzione demografica
Al censimento del 2001 la popolazione di Jamhaur assommava a 8.575 persone, delle quali 4.465 maschi e 4.110 femmine. I bambini di età inferiore o uguale ai sei anni assommavano a 1.528, dei quali 779 maschi e 749 femmine. Infine, coloro che erano in grado di saper almeno leggere e scrivere erano 4.245, dei quali 2.678 maschi e 1.567 femmine.